# Snowboard-Weltmeisterschaften 2016
Die Snowboard-Weltmeisterschaften 2016 der World Snowboarding Federation zusammen mit der TTR fanden vom 9. bis 16. März 2016 in Yabuli statt. Dies waren nach 2012 die zweiten von diesen Verbänden durchgeführten Weltmeisterschaften. Es wurden die Disziplinen Slopestyle und Big Air ausgetragen. Die Wettbewerbe in der Disziplin Halfpipe mussten aufgrund Schneemangels und Maschinenausfälle zur Präparierung der Halfpipe abgesagt werden.

## Ergebnisse

### Männer

#### Slopestyle
| Platz | Land               | Sportler        | Lauf 1 | Lauf 2 | Lauf 3 | Bestes Ergebnis |
| ----- | ------------------ | --------------- | ------ | ------ | ------ | --------------- |
| 1     | Vereinigte Staaten | Brandon Davis   | 10,00  | 70,85  | 88,65  | 88,65           |
| 2     | Kanada             | Maxence Parrot  | 84,85  | 61,30  | 86,75  | 86,75           |
| 3     | Norwegen           | Ståle Sandbech  | 27,70  | 62,95  | 80,10  | 80,10           |
| 4     | Vereinigte Staaten | Eric Beauchemin | 79,45  | 66,30  | 26,65  | 79,45           |
| 5     | Schweden           | Ludvig Billtoft | 78,95  | 23,45  | 15,10  | 78,95           |
| 6     | Belgien            | Seppe Smits     | 74,75  | 77,70  | 6,85   | 77,70           |
| 7     | Japan              | Yūki Kadono     | 76,65  | 69,30  | 34,60  | 76,65           |
| 8     | Norwegen           | Mons Røisland   | 70,30  | 29,65  | 45,45  | 70,30           |
| 9     | Kanada             | Tyler Nicholson | 46,60  | 66,05  | 29,80  | 66,05           |
| 10    | Vereinigte Staaten | Nikolas Baden   | 47,65  | 41,45  | 9,60   | 47,65           |

#### Big Air
| Platz | Land               | Sportler          | Lauf 1 | Lauf 2 | Lauf 3 | Gesamtpunkte |
| ----- | ------------------ | ----------------- | ------ | ------ | ------ | ------------ |
| 1     | Finnland           | Peetu Piiroinen   | 88,80  | 81,00  | 85,00  | 173,80       |
| 2     | Vereinigte Staaten | Kyle Mack         | 85,00  | 28,60  | 87,00  | 172,00       |
| 3     | Kanada             | Sébastien Toutant | 92,80  | 15,40  | 78,20  | 171,00       |
| 4     | Finnland           | Roope Tonteri     | 80,60  | 65,80  | 87,00  | 167,60       |
| 5     | Vereinigte Staaten | Chas Guldemond    | 72,20  | 70,60  | 16,80  | 142,80       |
| 6     | Finnland           | Kalle Järvilehto  | 87,80  | 29,20  | 41,80  | 129,60       |
| 7     | Kanada             | Maxence Parrot    | 14,60  | 90,00  | 18,60  | 108,60       |
| 8     | Schweden           | Sven Thorgren     | 82,00  | 22,80  | 25,20  | 107,20       |

### Frauen

#### Slopestyle
| Platz | Land                   | Sportler        | Lauf 1 | Lauf 2 | Lauf 3 | Bestes Ergebnis |
| ----- | ---------------------- | --------------- | ------ | ------ | ------ | --------------- |
| 1     | Vereinigte Staaten     | Jamie Anderson  | 42,65  | 86,65  | 90,25  | 90,25           |
| 2     | Finnland               | Enni Rukajärvi  | 41,00  | 86,50  | 41,95  | 86,50           |
| 3     | Vereinigte Staaten     | Julia Marino    | 52,00  | 27,10  | 82,30  | 82,30           |
| 4     | Kanada                 | Spencer O’Brien | 76,35  | 24,05  | 2,20   | 76,35           |
| 5     | Schweiz                | Sina Candrian   | 67,25  | 36,05  | 62,70  | 67,25           |
| 6     | Vereinigtes Königreich | Katie Ormerod   | 27,75  | 66,75  | 28,35  | 66,75           |

#### Big Air
| Platz | Land               | Sportler        | Lauf 1 | Lauf 2 | Lauf 3 | Gesamtpunkte |
| ----- | ------------------ | --------------- | ------ | ------ | ------ | ------------ |
| 1     | Vereinigte Staaten | Jamie Anderson  | 83,40  | 75,00  | 79,60  | 163,00       |
| 2     | Finnland           | Enni Rukajärvi  | 76,40  | 17,60  | 65,80  | 142,20       |
| 3     | Vereinigte Staaten | Jessika Jenson  | 7,40   | 67,80  | 59,00  | 126,80       |
| 4     | Kanada             | Laurie Blouin   | 95,40  | 9,40   | 10,40  | 105,80       |
| 5     | Vereinigte Staaten | Julia Marino    | 11,80  | 30,60  | 72,20  | 102,80       |
| 6     | Kanada             | Spencer O’Brien | 11,20  | 12,80  | 15,20  | 28,00        |